# Black Oxen
Black Oxen è un film muto del 1923 diretto, sceneggiato e prodotto da Frank Lloyd. La sceneggiatura, firmata dalla scrittrice Mary O'Hara, è l'adattamento cinematografico del best seller omonimo di Gertrude Franklin Atherton.
Black Oxen è uno dei circa dieci film ancora esistenti che hanno come protagonista Corinne Griffith

## Trama
Il commediografo Lee Clavering si innamora follemente di una splendida signora di cui non sa nulla. Viene a scoprire che si tratta di una contessa austriaca dal passato romanzesco. In effetti, la contessa Zattiany è Mary Ogden, una vecchia e ricca americana della buona società di New York che è riuscita a conservare la sua meravigliosa bellezza e la gioventù con mezzi medici. Lui, nonostante tutto, vuole sposarla. Ma la donna lo lascia per tornare in Austria insieme a un suo ex amante.
Lee si risveglia da quella sorta di incanto che lo aveva preso e rivolge ora le sue attenzioni verso Janet Oglethorpe, una moderna ragazza americana pienamente al passo con i tempi.

## Produzione
Il film fu prodotto dalla Frank Lloyd Productions.

## Distribuzione
Il copyright del film, richiesto dalla Frank Lloyd Productions, fu registrato il 12 dicembre 1923 con il numero LP19700.
Distribuito dalla Associated First National Pictures, il film fu presentato in prima a San Francisco il 29 dicembre 1923, uscendo poi nelle sale nel gennaio del 1924. Copie del film vengono conservata negli archivi dell'International Museum of Photography and Film at George Eastman House e in quelli della Gosfilmofond di Mosca.
Nel 2004, in Canada è stato distribuito in DVD dalla Buyer's Gallery Video in una versione incompleta di soli 60 minuti che fa finire il film con la scena della cena. Il DVD in NTSC è il riversamento da una pellicola in 16 mm e non proviene dalla copia in 35 mm conservata alla George Eastman House.